# Phil May (chanteur)
Pour les articles homonymes, voir Phil May.
Philip Arthur Dennis Kattner, dit Phil May, est un chanteur de rock britannique né le 9 novembre 1944 à Dartford dans le Kent et mort le 15 mai 2020 à King's Lynn dans le Norfolk. 
Il est l'un des fondateurs et le seul membre constant du groupe de rock The Pretty Things.

## Biographie
Phil May est né à Dartford dans le Kent. En 1963, alors qu'il étudie au Sidcup Art College (en), il est recruté par le guitariste Dick Taylor, qui vient de quitter les Rolling Stones et cherche à fonder un nouveau groupe, baptisé The Pretty Things. Ils acquièrent rapidement une réputation sulfureuse pour leur comportement outrancier sur scène, leurs cheveux longs et leur consommation de drogue. Phil May ne fait par ailleurs pas mystère de sa bisexualité.
Au fil du temps, Phil May devient le principal parolier des Pretty Things. Il est à l'origine du concept de l'opéra-rock S.F. Sorrow (1968), développé à partir d'une nouvelle qu'il a écrite. Le groupe se sépare brièvement en 1971, puis entre 1976 et 1978, mais il est relancé à chaque fois par May qui est le seul membre constant de son histoire. Durant le second hiatus des Pretty Things, il enregistre l'album Phil May & the Fallen Angels avec le supergroupe Fallen Angels, formé autour du guitariste Mickey Finn. Il influence nombre de chanteurs. Il est notamment admiré et considéré comme un Dieu par David Bowie.
En 2014, Phil May se voit diagnostiquer une bronchopneumopathie chronique obstructive qui contraint les Pretty Things à annuler plusieurs concerts. En adoptant un style de vie plus sain (il arrête notamment de fumer), le chanteur peut reprendre les tournées et enregistrer un dernier album avec le groupe, The Sweet Pretty Things (Are in Bed Now, of Course…) (2015). Les Pretty Things donnent leur dernier concert électrique le 13 décembre 2018 au Indigo at the O2 de Londres avec David Gilmour et Van Morrison en invités.
Confiné dans le Norfolk avec sa famille durant la pandémie de Covid-19, Phil May a un accident de vélo. Opéré en urgence de la hanche à l'hôpital Queen Elizabeth de King's Lynn, il est victime de complications qui entraînent sa mort le 15 mai 2020,.